# Diocèse de l'Aube
Cet article court présente un sujet plus développé dans : Diocèse de Troyes.
Le diocèse de l'Aube ou, en forme longue, le diocèse du département de l'Aube est un ancien diocèse de l'Église constitutionnelle en France.
Créé par la constitution civile du clergé de 1790, il est supprimé à la suite du concordat de 1801. Il couvrait le département de l'Aube. Le siège épiscopal était Troyes.
- Notices d'autorité :   - VIAF
  - BnF (données)